# IBM Simon
L' IBM Simon Personal Communicator és un telèfon mòbil de la marca IBM, fabricat per Mitsubishi Electric i distribuït per BellSouth. Tot i que el terme "telèfon intel·ligent" no es va encunyar fins al 1995, per raó de les característiques i capacitats de Simon, que també funcionava com a PDA, s'ha conegut retrospectivament com el primer telèfon intel·ligent veritable de la història.

## Història

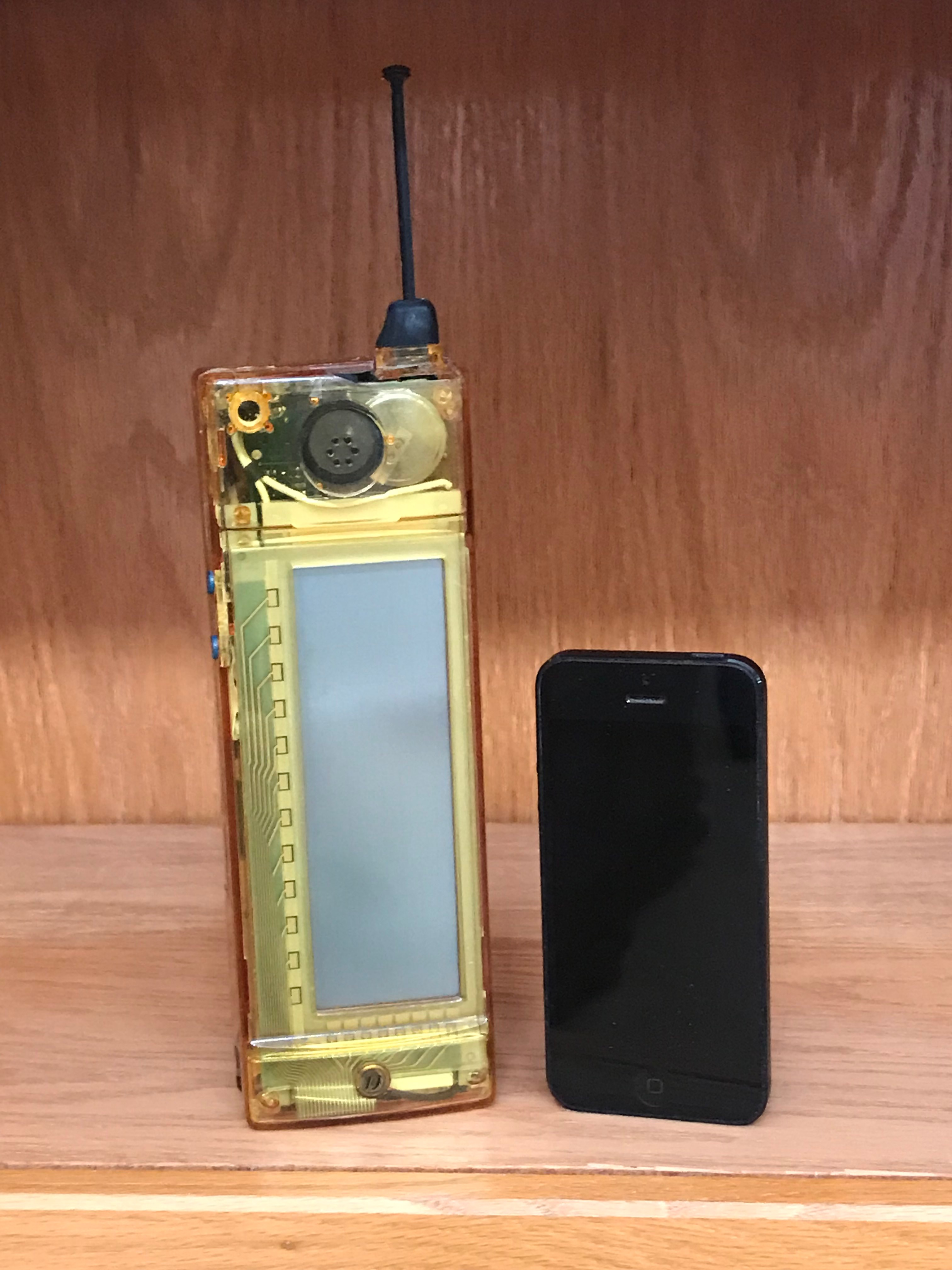
Prototip de telèfon intel·ligent SweetSpot d'IBM

Va debutar com un prototip d'IBM (el nom del qual en codi va ser "Angler"), el 23 de novembre de 1992 a la fira COMDEX de computació i tecnologia a Las Vegas, Nevada, Estats Units. El prototip Angler combina un telèfon cel·lular i el PDA en un sol dispositiu, cosa que permet a l'usuari fer i rebre trucades telefòniques, faxos, correus electrònics, entre altres funcions. A la fira COMDEX, assistents i la premsa van mostrar un notable interès en el dispositiu. El dia després del debut d'Angler, EE. EUA
Els executius de BellSouth va donar al producte final un nom definitiu, "Simon Personal Communicator", abans del seu debut públic a la Conferència Mundial Wireless el novembre de 1993, BellSouth Celular havia planejat començar a vendre Simon el maig de 1994, però a causa de problemes amb el programari del dispositiu, Simon no va estar disponible per als consumidors fins al 16 d'agost de 1994, BellSouth Celular va oferir inicialment a Simon al llarg de la seva àrea de servei a 15 estats dels Estats Units, per US $ 899 amb un contracte de servei de dos anys i també per US $ 1,099 mil sense contracte. Més tard a la vida del producte, BellSouth Celular, va reduir el preu a US $ 599 amb un contracte de dos anys.
BellSouth Celular va vendre aproximadament 50.000 unitats d'IBM Simon durant els primers sis mesos de la seva sortida al mercat. Es fa fer molt popular entre els empresaris que anhelaven tenir un telèfon portàtil que també pogués fer de micro-ordinador, però el seu preu elevat i la limitada durada de la bateria van contribuir a la seva ràpida desaparició, tot just dos anys després del seu llançament.

## Característiques

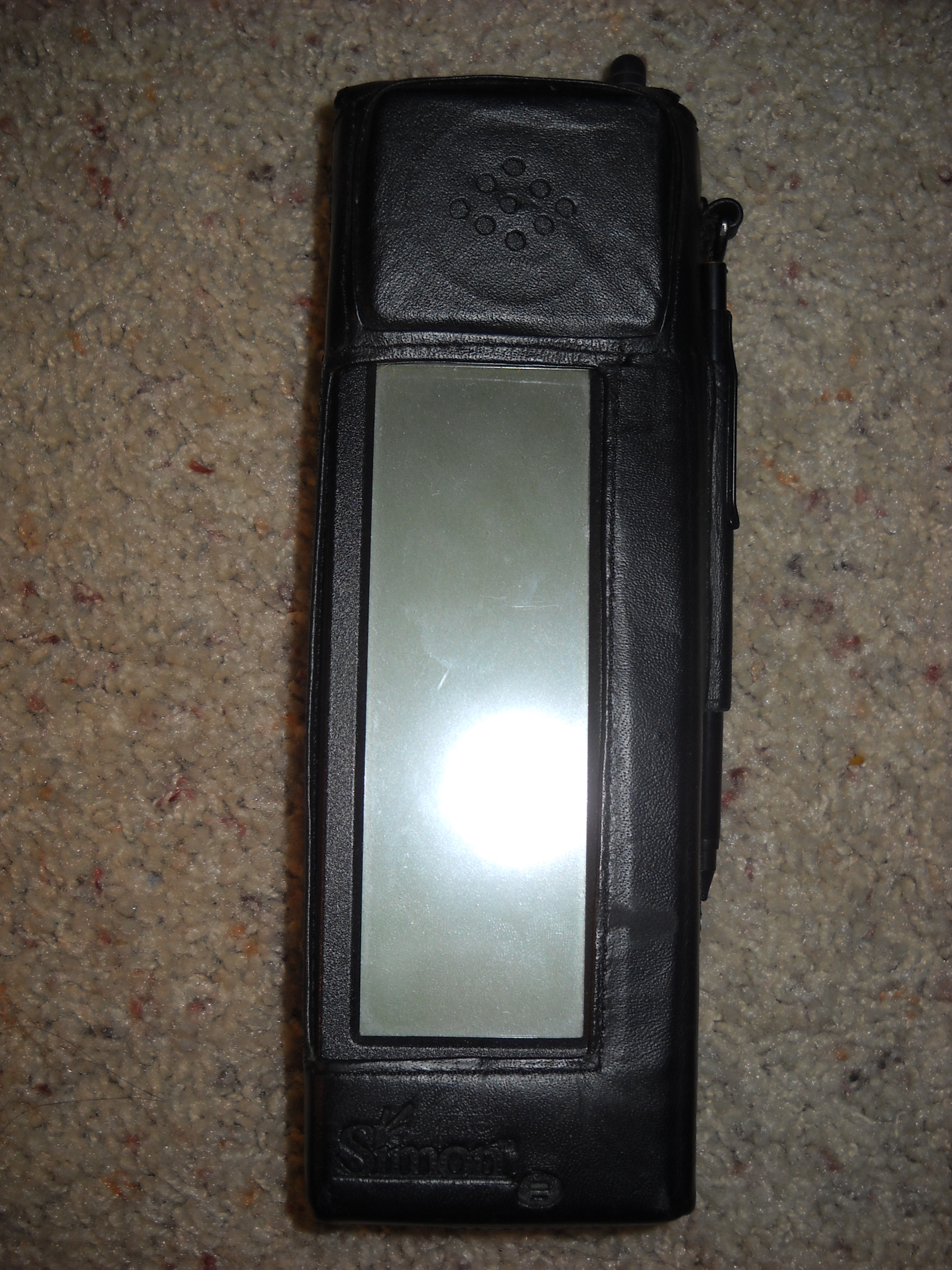
Simon Personal Communicator incloïa una coberta de cuir de protecció

Amb un processador de 16 bits a una velocitat de 16 MHz compatible amb ordinadors d'arquitectura x86, els WinTel de l'època i només tenia 1 MB de memòria RAM i 1 MB d'emmagatzematge. A més de la seva capacitat de fer i rebre trucades de telèfons mòbils. Permetia enviar correus electrònics, comptava amb calendari i agenda, un podia agafar notes i oferia programes (ara apps) descarregables. Fins i tot duia instal·lat un primitiu sistema de text predictiu. A més, es podia connectar a un ordinador, fins i tot al fax. El disseny no va trencar gens ni mica amb els cànons dels vist fins llavors i la pantalla era un LCD verdós d'una mida similar a la de l'iPhone 4 i comptava amb un stylus (llapis digital).

## Sistema operatiu i aplicacions
Utilitzava el sistema de fitxers de Datalight ROM-DOS juntament amb la compressió de fitxers Stacker. IBM va crear una interfície d'usuari de pantalla tàctil única per a Simon; no hi havia cap símbol del sistema DOS. Aquesta capa de programari d'interfície d'usuari per a Simon era conegut com el Navegador.
Simon es podia actualitzar per executar aplicacions d'altres fabricants, ja fos mitjançant la inserció d'una targeta PCMCIA o mitjançant la descàrrega d'una aplicació a la memòria interna del telèfon.